# Сліпанський Андрій Миколайович
Андрій Миколайович Сліпанський (23.10.1896—14.02.1942), учений агроном родом з с. Ненадихи (нині Тетіївський район на Київщині); 

## Біографія
Перший віце-президент Всеукраїнської Академії сільськогосподарських наук. Праці з агрономії й теорії сільськогосподарської економіки. 
Походив із селянської родини Сліпанських, що здавна мешкала в селі Ненадиха Таращанського повіту Київської губернії (нині Тетіївський район на Київщині). Він народився 23 вересня 1896 р. Андрій рано залишився сиротою. Коштом земства талановитий хлопець закінчив сільськогосподарське училище в Дергачах (на Харківщині). За словами самого Андрія, це була “школа селянського бунтарства”. У роки навчання юнак долучився до революційного руху, став членом української партії есерів (УПСР), яка пізніше (1919) перетворилася на Українську комуністичну партію (боротьбистів) (УКП(б).
У травні 1917 р. А. Сліпанський представляв Україну на Всеросійському з’їзді Рад селянських депутатів. У вересні того ж року його обрали головою Ради робітничих, селянських і солдатських депутатів в Охтирці на Сумщині. За часів гетьманату УПСР відрядила його для ведення підпільної роботи до Київської губернії. Після встановлення влади Директорії А. Сліпанського обрали головою виконкому в м. Біла Церква. З наступом військ генерала А. Денікіна Сліпанський за завданням партії почав працювати у підпіллі в Одесі, де став головою губпарткому. Після звільнення міста від білогвардійців та інтервентів повернувся до Києва, потім перебрався до Харкова. Брав участь у роботі останньої конференції УКП(б), яка під час IV конференції КП(б)У (17–23 березня 1920 р.) ухвалила рішення про злиття партій. Цей партійний форум обрав А. Сліпанського делегатом на ІХ з’їзд РКП(б).
У травні 1920 р. Полтавський губвиконком призначив А. Сліпанського завідувачем земельного відділу. Із 1921 р. він очолював сільськогосподарське управління Київського губвиконкому, від середини 1923 р. – керував Київською філією Всеукраїнського союзу сільськогосподарської кооперації “Сільський господар”, одночасно обирався членом Київського губвиконкому.
1924 р. А. Сліпанський закінчив Київський сільськогосподарський інститут, у 1925–1928 рр. був аспірантом Українського інституту марксизму в м. Харкові. Його ім’я вперше з’явилося в академічних довідниках.
Досвід заступника керівника УНДІЕСГ став у пригоді А. Сліпанському як віце-президенту ВУАСГН. Він узяв на себе численну кількість адміністративних обов’язків щодо управління діяльністю Академії. Як свідчать документи, процес її становлення й розбудови був найбільш плідним саме в той період, коли посаду першого віце-президента ВУАСГН посідав А. Сліпанський (травень 1931 – червень 1933 рр.).
Колегія НКЗС України в червні 1932 р. визнала стан річної роботи Академії “правильним”, вказавши при цьому на певні недоробки. Через кілька днів “великою” назвала роботу ВУАСГН і Президія Всесоюзної Академії сільськогосподарських наук імені Леніна, яка визначила подальші напрямки її роботи .
Ухвалою судової трійки при колегії ДПУ УРСР від 26 листопада 1933 р. А. Сліпанському було визначене покарання: відправлення до виправно-трудових таборів строком на п’ять років.
У 1937 р., коли термін покарання вченого закінчувався і він готувався вийти на волю, ухвалою особливої наради при НКВС СРСР від 21 липня
1937 р. термін ув’язнення був продовжений ще на п’ять років.
Подальша доля А. Сліпанського тривалий час залишалася невідомою. 
Тільки 2005 р. МВС України поінформувало, що вчений-аграрій перебував у в’язниці під Магаданом. У свою чергу, МВС Росії повідомило, що припинення серцевої діяльності перервало життя колись відомого науковця А. Сліпанського. Сталося це 14 лютого 1942 р. Поховано його на цвинтарі селища Золотистий Ягоднинського району Магаданської області.
Додатково розглянувши матеріали карної справи, Верховний Суд УРСР 10 лютого 1961 р. анулював усі ухвали щодо засудження А. Сліпанського як бездоказові.
Архіви дозволили бодай пунктирно відтворити тернистий життєвий та науковий шлях напівзабутого вченого-аграрія Андрія Миколайовича Сліпанського.